# Port paralel

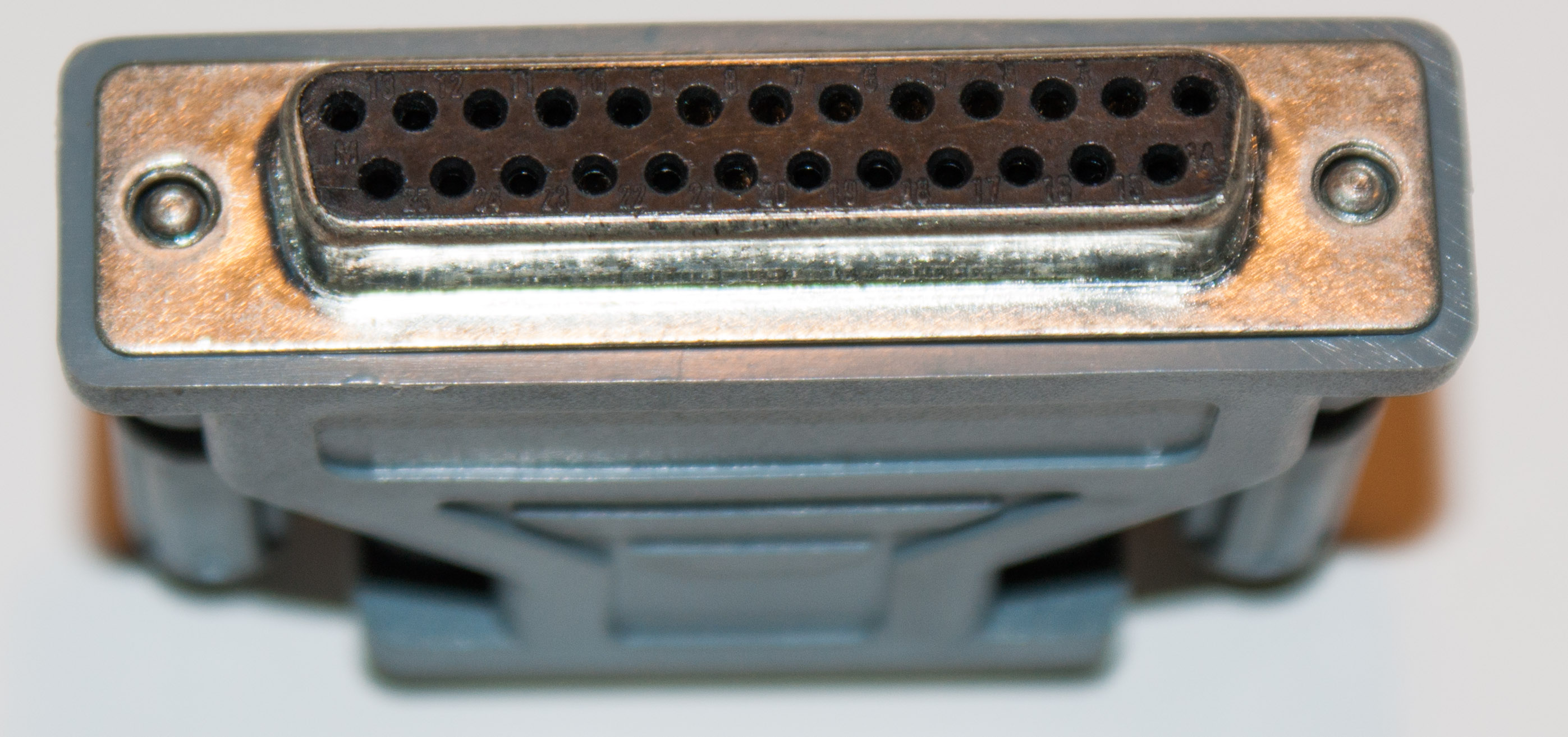
Conector DB-25 mamă

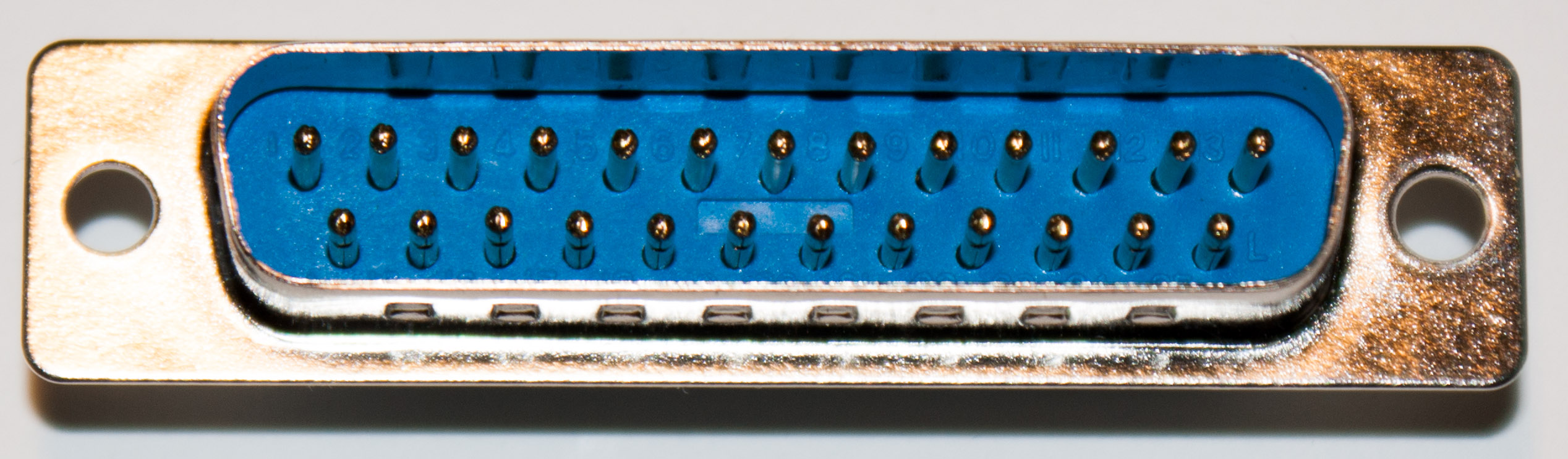
Conector DB-25 tată

Portul paralel cunoscut și ca LPT (Line Printer Terminal) este un tip de interfață în comunicație paralelă aflată pe computere pentru conectarea perifericelor. Porturile paralele trimit biții de date simultan, spre deosebire de interfețele seriale care trimit biții unul câte unul. 
Portul paralel a fost utilizat inițial pentru a conecta un computer la o imprimantă sau plotter. Ulterior, a fost dezvoltată versiunea îmbunătățită prin standardul IEEE 1284, utilizat și pentru alte periferice, inclusiv scanere, unități ZIP, hard discuri, modemuri, CD-ROM, cameră web, joystick, placă de sunet.
Porturile suplimentare paralele sunt de obicei etichetate LPT1, LPT2, etc. Portul paralel este folosit și pentru conectarea prin cablu a două calculatoare într-o rețea peer-to-peer. 
Portul paralel este în prezent considerat învechit, sunt preferate alte standarde de comunicare, cum ar fi portul serial USB, PCI Express etc.

## Tipuri de porturi paralele
Principalele tipuri de porturi paralele folosite sunt:
- Port paralel standard (SPP)
  - Unidirecțional, 4 biți: a fost utilizat la conectarea de calculator a unei imprimante, la rate efective de transfer de aproximativ 40-60 Kb/s
  - Bidirecțional (BPP), 8 biți
- Port paralel îmbunătățit (Enhanced Parallel Port - EPP): a fost definit prin standardul IEEE-1284
- Port cu capacități îmbunătățite (Enhanced Capabilities Port - ECP): definit de asemenea prin standardul IEEE-1284, este un port paralel de mare viteză, având rolul să asigure o atașare necostisitoare a unei imprimante performante.

### Portul paralel standard
Portul paralel standard (SPP) așa cum este implementat pe un calculator, este un conector DB-25 (25 de pini). Liniile de semnal sunt clasificate în 3 categorii:
- linii de control, prin care procesorul transmite anumite comenzi către periferic
- linii de stare, prin care perifericul transmite procesorului informații despre starea sa curentă
- linii de date, care permit transmiterea octetului de date de la procesor catre periferic

Inițial portul paralel standard a fost unidirecțional și conceput pentru a fi utilizat cu imprimante. Pe imprimante există un conector diferit (tată) introdus de Centronics Data Computer Corporation în 1970 pentru Centronics Model 101. Porturile de 4 biți sunt capabile de rate efective de transfer de aproximativ 40-60 Kbit/s. Acest port paralel putea transmite numai date, fără a le va primi. Standardul pentru portul de imprimantă unidirecțional a fost dezvoltat în 1981.
Odată cu introducerea dispozitivelor PS/2, cum ar fi mouse-uri și tastaturi, a apărut portul bidirecțional, care putea transmite simultan și primi 8 biți de date. Aceste porturi pot funcționa ca ieșiri de 8 biți și ca intrare de 4 biți. Porturile de 8 biți sunt capabile de viteze cuprinse între 80-300 Kbit/s, în funcție de viteza dispozitivului atașat, de calitatea driverului și de caracteristicile electrice ale portului. 

### Portul paralel îmbunătățit
Portul paralel îmbunătățit (EPP) a fost creat de Intel, Xircom și Zenith Data Systems în 1991. Funcționează practic la viteza magistralei ISA și are o interfață bidirecțională pe 8 biți, care transmite date de până la 500 KBps la 2 MBps. Modul EPP a fost conceput în special pentru modele mai noi de imprimante, scanere, adaptoare de rețea, unități de disc.

### Portul cu capacități îmbunătățite
Specificația ECP a fost inițiată de Microsoft și Hewlett Packard în 1992 și a fost proiectată pentru a oferi o viteză și o funcționalitate îmbunătățită în special pentru imprimante.
Modul ECP are o interfață bidirecțională pe 8 biți, care utilizează DMA și poate oferi până la 2,5 MBps de lățime de bandă. Calculatoarele care includ un port paralel pot opera portul în modul ECP sau EPP sau ambele simultan

## Standardul IEEE-1284
În 1994 prin standardul IEEE-1284 au fost introduse două noi tipuri de porturi paralele - portul paralel îmbunătățit (EPP) și portul cu capacități îmbunătățite (ECP). Standardul IEEE-1284 definește comunicația paralelă bidirecțională de mare viteză între calculator și periferice externe și este cunoscut sub numele Standard Signaling Method for Bidirectional Parallel Peripheral Interface for Personal Computers.
Transferul de date prin portul paralel este reglementat de standardul IEEE-1284 sub următoarele aspecte:
- 5 moduri de operare: ECP, EPP, nibble (4 biți bidirecțional), octet (8 biți bidirecțional), și compatibilitate cu SPP (folosită mai ales pentru imprimante)
- protocolul de comunicție
- interfața mecanică (cabluri și conectori)
- interfața electrică (emițătoare, receptoare terminator, impedanțe).[4]

## Alte porturi paralele
- ATA
- IDE
- SCSI